# Império do Bairro de São Pedro (Biscoitos)

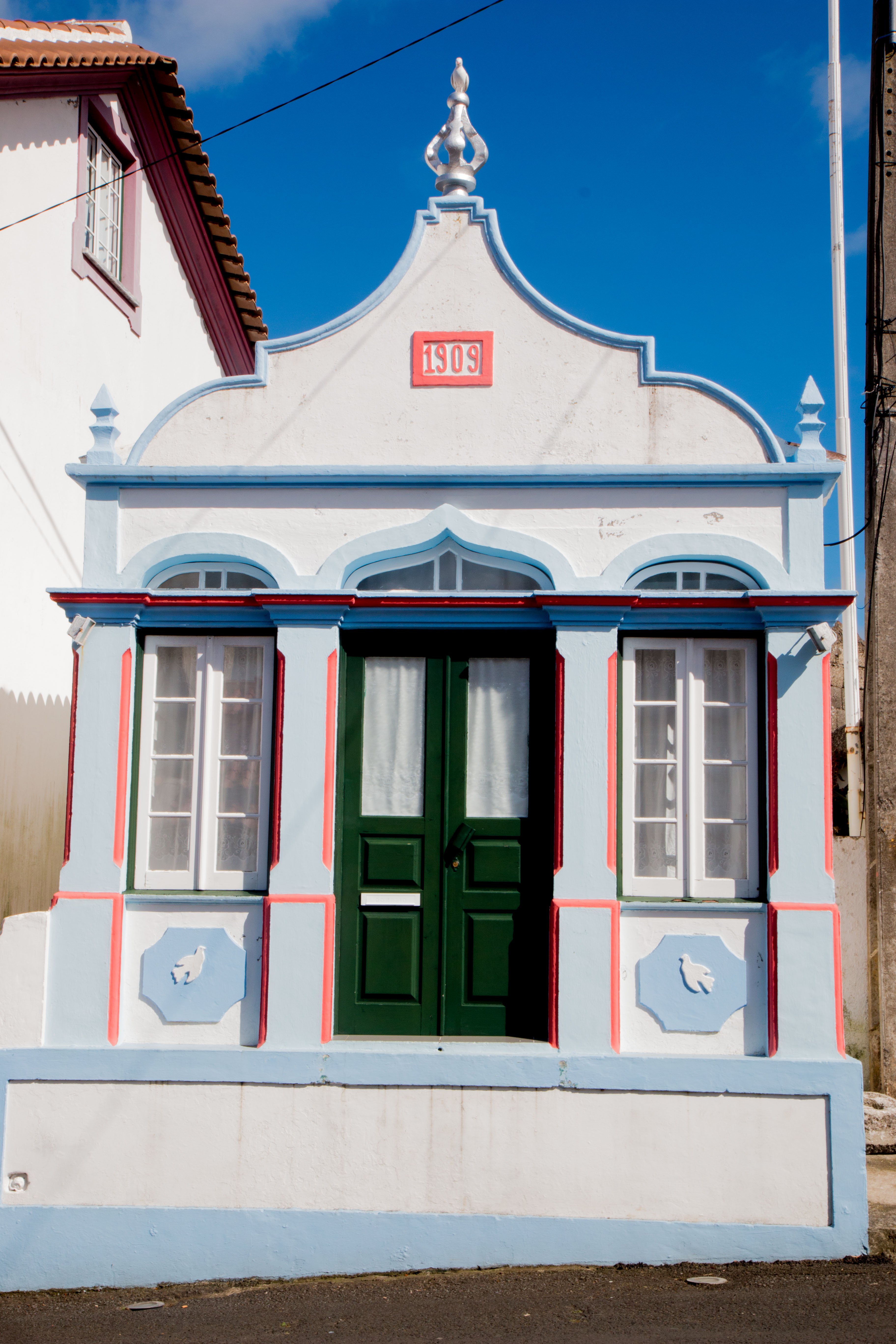
Império do Espírito Santo do Bairro de São Pedro - Biscoitos

O Império do Bairro de São Pedro (Biscoitos) é um Império do Espírito Santo português que se localiza na freguesia açoriana da Biscoitos, concelho da Praia da Vitória, ilha Terceira, arquipélago dos Açores.
Este Império do Espírito Santo tem a sua fundação no século XX mais precisamente no ano de 1909.